# Groupe Environnemental Labrie
Pour les articles homonymes, voir Labrie.
 (janvier 2010).
 (mai 2017).
Le Groupe Environnemental Labrie est une société américaine, fondée au Québec qui fait partie des trois plus importants fabricants nord-américains d'équipement destiné à la gestion des matières résiduelles[réf. nécessaire]. Le Groupe commercialise les véhicules de collecte de marques Labrie (chargement latéral), Leach (chargement arrière) et Wittke (chargement frontal).